# Juan Román Riquelme
Juan Román Riquelme (Barcelona, 24 juni 1978) is een Argentijns voormalig voetballer, die in eigen land luistert naar de bijnaam Romy. Hij keerde in juli 2014 terug naar Argentinos Juniors, waar in 1995 zijn profloopbaan begon, en beëindigde aan het einde van dat jaar zijn carrière Riquelme speelde van 1997 tot en met 2008 51 interlands in het Argentijns voetbalelftal. Hij werd in 2001 verkozen tot Zuid-Amerikaans Voetballer van het Jaar.

## Clubvoetbal
De aanvallende middenvelder begon zijn profloopbaan bij Argentinos Juniors in 1995. Na een seizoen vertrok hij naar de Argentijnse topclub Boca Juniors. Daar groeide hij uit tot een ster en won hij met Boca vele prijzen: de Campeonato Apertura (1998), de Campeonato Clausura (1999), de CONMEBOL Libertadores (2000, 2001, 2007), de Intercontinental Cup (2000) en CONMEBOL Recopa (2008). Vooral in die laatste wedstrijd, gespeeld tegen Real Madrid, viel Riquelme op en vele clubs wilden hem naar Europa halen. De Argentijn koos uiteindelijk in 2002 voor FC Barcelona, dat 10,4 miljoen euro voor hem betaalde.
Tot dan toe vertoonde zijn carrière veel gelijkenis met die van Diego Maradona, die eveneens voor Argentinos Juniors, Boca en Barça speelde. Juan Román Riquelme was echter weinig succesvol bij FC Barcelona. Na één seizoen werd Riquelme in de zomer van 2003 verhuurd aan Villarreal. Daar voelde de Argentijn zich beter op zijn gemak en Riquelme speelde vooral in het seizoen 2004-2005 uitstekend, waarin hij Villarreal met zestien doelpunten naar een derde plaats in de Primera División leidde.
Na twee jaar op huurbasis, nam Villarreal Riquelme in juni 2005 voor zeven miljoen euro definitief over van FC Barcelona. In het seizoen 2005-2006 bereikte de Argentijn met zijn club de halve finales van de UEFA Champions League. Een seizoen later kwam Riquelme echter in conflict met coach Manuel Pellegrini en in februari 2007 vertrok de middenvelder voor een halfjaar op huurbasis naar zijn oude club Boca Juniors. Zijn rentree bij Boca Juniors werd een succes: Riquelme won in juni 2007 zijn derde CONMEBOL Libertadores met de club. In de finalewedstrijden tegen het Braziliaanse Grêmio had Riquelme een groot aandeel in de zege. In de thuiswedstrijd (3-0) scoorde hij eenmaal en gaf de middenvelder een assist, in de return in Porto Alegre (0-2) maakte Riquelme beide doelpunten van Boca Juniors. Villarreal heeft al te kennen gegeven dat ze Riquelme niet terug willen. En dus vertrok Riquelme definitief naar Boca Juniors. Bij Boca werd hij in 2008 en 2011 kampioen en bereikte hij in 2012 voor de vierde keer de finale van de CONMEBOL Libertadores, deze werd echter verloren.

## Nationaal elftal
Juan Román Riquelme is tevens Argentijns international. In 1997 werd hij met de jeugdploeg (Onder 20) zowel Zuid-Amerikaans als wereldkampioen. In 2005 bereikte de middenvelder met Argentinië de finale van de Confederations Cup. Brazilië won echter met 4-1. In 2006 is Riquelme na het WK 2006 gestopt als international vanwege zijn zieke moeder. Voor de Copa America van 2007 kwam hij echter terug op dit besluit, en nam deel aan het toernooi met Argentinië. Hier is hij de uitblinker, met vijf doelpunten. Het land verliest de finale echter met 3-0 van Brazilië.

## Stoppen als international
Op 10 maart 2009 bedankte Riquelme voor het nationaal elftal zolang Maradona het daar voor het zeggen had. Maradona bekritiseerde Riquelme in het openbaar en riep de 30-jarige Riquelme niet op voor de oefenwedstrijd tegen Frankrijk. De middenvelder van Boca Juniors beweerde geschokt te zijn geweest voor het feit hij uit de media moest vernemen dat hij niet met Argentinië tegen Frankrijk mocht spelen. In 2006 besloot hij ook al te stoppen met interlandvoetbal, maar deze keer lijkt de beslissing echter definitief.
| Seizoen | Club               | Competitie                  | Wedstrijden | Doelpunten |
| ------- | ------------------ | --------------------------- | ----------- | ---------- |
| 1995/96 | Boca Juniors       | Primera División            | 0           | 0          |
| 1996/97 | Boca Juniors       | Primera División Argentinië | 22          | 4          |
| 1997/98 | Boca Juniors       | Primera División Argentinië | 19          | 0          |
| 1998/99 | Boca Juniors       | Primera División Argentinië | 37          | 10         |
| 1999/00 | Boca Juniors       | Primera División Argentinië | 24          | 4          |
| 2000/01 | Boca Juniors       | Primera División Argentinië | 27          | 10         |
| 2001/02 | Boca Juniors       | Primera División Argentinië | 20          | 10         |
| 2002/03 | FC Barcelona       | Primera División            | 30          | 3          |
| 2003/04 | Villarreal         | Primera División            | 33          | 8          |
| 2004/05 | Villarreal         | Primera División            | 35          | 16         |
| 2005/06 | Villarreal         | Primera División            | 25          | 12         |
| 2006/07 | Villarreal         | Primera División            | 13          | 1          |
| 2006/07 | Boca Juniors       | Primera División Argentinië | 15          | 2          |
| 2007/08 | Boca Juniors       | Primera División Argentinië | 10          | 1          |
| 2008/09 | Boca Juniors       | Primera División Argentinië | 28          | 5          |
| 2009/10 | Boca Juniors       | Primera División Argentinië | 24          | 3          |
| 2010/11 | Boca Juniors       | Primera División Argentinië | 13          | 4          |
| 2011/12 | Boca Juniors       | Primera División Argentinië | 23          | 4          |
| 2012/13 | Boca Juniors       | Primera División Argentinië | 5           | 0          |
| 2013/14 | Boca Juniors       | Primera División Argentinië | 23          | 7          |
| 2014/15 | Argentinos Juniors | Primera B Nacional          | 18          | 5          |

## Erelijst
Boca Juniors
- Primera División: 1998 Apertura, 2000 Apertura, 2008 Apertura, 2011 Apertura
- Copa Argentina: 2011/12
- CONMEBOL Libertadores: 2000, 2001, 2007
- CONMEBOL Recopa: 2008
- Intercontinental Cup: 2000

 Villarreal
- UEFA Intertoto Cup: 2004

 Argentinië onder 20
- FIFA WK onder 20: 1997

 Argentinië onder 21
- Toulon Espoirs-toernooi: 1998

 Argentinië onder 23
- Olympische Zomerspelen: 2008